# Lucha Libre AAA Worldwide
Lucha Libre AAA Worldwide – meksykańska federacja lucha libre założona w 1992 roku. Powszechnie określane jako po prostu AAA (wymawiane jako „triple A”; skrót od pierwotnej nazwy Asistencia Asesoría y Administración (z hiszp. pomoc, konsultacja i administracja).

## Historia
AAA powstało 15 maja 1992 roku, gdy booker federacji EMLL (Empresa Mexicana de la Lucha Libre) Antonio Peña, postanowił założyć własną federację. Razem z Konnanem poszukiwali młodych talentów w CMLL, ale również w innych, głównie meksykańskich federacjach. Jednymi z pierwszych wrestlerów podpisujących kontrakt z tą federacją byli Rey Mysterio, Psicosis oraz El Hijo del Santo, Octagón, Blue Panther, Los Gringos Locos, Cien Caras, Konnan i Perro Aguayo. Wkrótce AAA rywalizowało już z UWA (Universal Wrestling Association). Peña zatrudnił także wrestlerów z UWA, El Caneka (pokonał André the Gianta w 1984 r.), Dos Caras i Los Villanos.
W 1994 roku federacja nawiązała współpracę z World Championship Wrestling. 23 listopada 1994 roku podczas odwiedzin u rodziny zmarł jeden z czołowych wrestlerów AAA oraz kluczowy członek TT Championów Los Gringos Locos, Art Barr. Po tym wydarzeniu mistrzostwa tag team zostały zwakowane, a dwaj inni członkowie Eddie Guerrero i Madonna's Boyfriend opuścili AAA. Później opuścili ją Hijo del Santo, Fuerza Guerrera i Blue Panther. Do WCW przeszli między innymi Rey Misterio Jr., Psicosis, La Parka oraz Juventud Guerrera. Na początku 1997 roku federacja AAA zaczęła współpracę z WWE. Jednym z jej efektów było włączenie kilku luchadorów do Royal Rumble 1997.
AAA Wrestling zaczęło współpracować z TNA w 2004 roku. Pierwszym owocem tej współpracy był udział Juventud Guerrera, Hector Garza, Abismo Negro, Heavy Metal, i Mr. Aguila w TNA na America’s X-Cup Tournament, gdzie walczyli razem jako Team Mexico, czasem nazywany także Teamem AAA. Zespół ten wygrał turniej, pokonując wszystkie trzy inne drużyny. Pod koniec 2004 roku współpraca ta została przerwana. TNA kontynuowało używanie luchadorów, jednak nie byli oni związani z AAA.
6 października 2006 roku na atak serca zmarł założyciel oraz właściciel Asistencia Asesoría y Administración, Antonio Peña. W tym momencie federacja jest zarządzana przez siostrę Antonio Peñy oraz Doriana Roldana i jego syna. 12 września 2010 roku AAA wydało grę Lucha Libre AAA: Héroes del Ring.
26 maja 2013 roku na raka płuca zmarł Héctor Garza, który posiadał wówczas pas Mexican National Heavyweight Championship, co doprowadziło do wycofania tytułu.
12 stycznia 2014 roku ogłoszono, że AAA będzie posiadało show na El Rey Network, które miało mieć rangę równą galom PPV. 9 października 2014 roku miała miejsce premiera programu, który nazwano Lucha Underground.
21 marca 2015 roku w wyniku uszkodzenia rdzenia kręgowego w części szyjnej kręgosłupa zmarł El Hijo del Perro Aguayo.
19 kwietnia 2025 roku, wkrótce po ogłoszeniu wspólnego wydarzenia między dywizją NXT a AAA, Komentator WWE Michael Cole ogłosił podczas pokazu przedpremierowego WrestleMania 41, że WWE osiągnęło porozumienie w sprawie przejęcia AAA w ramach wspólnego przedsięwzięcia z meksykańską firmą sportowo-rozrywkową Fillip. Nie ujawniono wówczas żadnych innych szczegółów. W następnym miesiącu poinformowano, że WWE będzie właścicielem 51% AAA, a Fillip będzie właścicielem pozostałych 49%; przejęcie ma zostać zamknięte w trzecim kwartale 2025 roku.

## Ważniejsze gale coroczne
- Rey de Reyes (od 1997, na gali ma miejsce finał turnieju Rey de Reyes)
- Triplemanía (od 1993, najważniejsza gala federacji)
- Verano de Escándalo (od 1997, gala kończąca lato)
- Héroes Inmortales (od 2007, gala ku czci Antonio Peñii, finał turnieju o Copa Antonio Peña)
- Guerra de Titanes (od 1997, gala kończąca rok)

## Mistrzostwa

### Obecni mistrzowie
| Tytuł                                 | Obecny mistrz | Obecny mistrz                                                  | Panowanie | Data zdobycia          | Dni panowania | Notki |
| ------------------------------------- | ------------- | -------------------------------------------------------------- | --------- | ---------------------- | ------------- | --- |
| AAA Mega Championship                 |               | El Hijo del Vikingo                                            | 2         | 31 maja 2025(dts)      | 80            | Pokonał poprzedniego mistrza Alberto El Patróna na Alianzas.                                                         |
| AAA Latin American Championship       |               | El Hijo de Dr. Wagner Jr.                                      | 1         | 16 sierpnia 2025(dts)  | 3             | Pokonał poprzedniego mistrza El Mesíasa na Triplemanía XXXIII.                                                       |
| AAA World Cruiserweight Championship  |               | Laredo Kid                                                     | 2         | 7 grudnia 2024(dts)    | 255           | Pokonał poprzedniego mistrza Matta Riddle’a na Cierre De La Gira Origenes.                                           |
| AAA World Tag Team Championship       |               | Pagano and Psycho Clown                                        | 1 (2, 2)  | 16 sierpnia 2025(dts)  | 3             | Pokonali poprzednich mistrzów Los Garza (Berto i Angela) w Street Fightcie na Triplemanía XXXIII.                    |
| AAA World Mixed Tag Team Championship |               | La Hiedra i Mr. Iguana                                         | 1         | 8 grudnia 2024(dts)    | 254           | Pokonali poprzednich mistrzów Decay (Crazzy’ego Steve’a i Havok) na Cierre De La Gira Origenes.                      |
| AAA World Trios Championship          |               | Los Psycho Circus (Dave The Clown, Murder Clown i Panic Clown) | 1         | 17 listopada 2024(dts) | 275           | Pokonali poprzednich mistrzów Los Vipers (Abismo Negro Jr., Psicosisa i El Fiscala) w steel cage matchu na Origenes. |
| AAA Reina de Reinas Championship      |               | Flammer                                                        | 1         | 12 sierpnia 2023(dts)  | 738           | Pokonała poprzednią mistrzynię Tayę na Triplemanía XXXI: Mexico City.                                                |

### Wycofane tytuły
| Tytuł                                          | Ostatni mistrz                                                           | Data utworzenia         | Data wycofania |
| ---------------------------------------------- | ------------------------------------------------------------------------ | ----------------------- | --- |
| AAA World Mini-Estrella Championship           | Dinastía                                                                 | 14 września 2008        | 5 listopada 2022 |
| AAA Americas Heavyweight Championship          | Sangre Chicana                                                           | 2 lutego 1996           | 2006 |
| AAA Americas Welterweight Championship         | Zorro                                                                    | Nieznana                | lata 90. XX wieku |
| AAA Campeón de Campeones Championship          | Cibernético                                                              | 15 czerwca 1996         | 2005 |
| AAA Fusión Championship                        | El Hijo del Fantasma                                                     | 3 listopada 2012        | 17 sierpnia 2014 |
| AAA Northern Middleweight Championship         | The Tigger                                                               | przed 3 lipca 2006      | Nigdy oficjalnie nie został wycofany, ale od 7 grudnia 2019 roku nie doszło do żadnej obrony                                            |
| AAA Northern Light Heavyweight Championship    | Lemús Jr.                                                                | przed 18 listopada 2013 | Nigdy oficjalnie nie został wycofany, ale od 26 marca 2018 roku nie doszło do żadnej obrony                                             |
| AAA Northern Women’s Championship              | La Hiedra                                                                | przed 17 listopada 2014 | Nigdy oficjalnie nie został wycofany, ale nie miały miejsca żadne późniejsze obrony                                                     |
| AAA Mascot Tag Team Championship               | El Alebrije i Cuije                                                      | 13 grudnia 2002         | 7 kwietnia 2009 |
| AAA Northern Tag Team Championship             | La División del Norte (Kuas Extrem i Snaiper)                            | przed 15 lutego 2004    | Nigdy oficjalnie nie został wycofany, ale od 2017 roku nie doszło do żadnej obrony                                                      |
| AAA Parejas Increibles Tag Team Championship   | Cibernético i Konnan                                                     | 12 czerwca 2010         | Nigdy oficjalnie nie został wycofany, ale od 2010 roku nie doszło do żadnej obrony (mistrz Konnan wycofał się z wrestlingu w 2013 roku) |
| AAA Americas Trios Championship                | Los Villanos (Villano III, IV i V)                                       | 8 marca 1996            | 1997 |
| LLL Mini-Estrellas Championship                | Mascarita Sagrada                                                        | lata 00. XXI wieku      | lata 00. XXI wieku |
| IWAS World Heavyweight Championship            | Konnan                                                                   | 26 stycznia 1996        | Nigdy oficjalnie nie został wycofany, ale od 1999 roku nie doszło do żadnej obrony, kiedy AAA oddzieliło się od IWAS                    |
| IWAS World Light Heavyweight Championship      | Máscara Sagrada Jr.                                                      | 31 stycznia 1996        | 1999 (nadal używany na scenie niezależnej do lat 00. XXI wieku)                                                                         |
| IWAS World Tag Team Championship               | Konnan i Rey Misterio Jr.                                                | przed 17 sierpnia 1996  | Nigdy oficjalnie nie został wycofany, ale od 1999 roku nie doszło do żadnej obrony, kiedy AAA oddzieliło się od IWAS                    |
| IWC World Heavyweight Championship             | El Mesias                                                                | 13 listopada 1993       | 16 września 2007 |
| IWC World Middleweight Championship            | Rey Misterio                                                             | 29 sierpnia 1993        | Nigdy oficjalnie nie został wycofany, ale od 1995 roku nie doszło do żadnej obrony, kiedy AAA oddzieliło się od IWC                     |
| IWC World Minis Championship                   | Super Muñequito                                                          | 12 marca 1994           | 8 lipca 1995 |
| GPCW SUPER-X Monster Championship              | La Parka                                                                 | 10 grudnia 2004         | 16 września 2007 |
| Mexican National Heavyweight Championship      | Charly Manson                                                            | 1926                    | Grudzień 2008 (jest nadal używany przez CMLL)                                                                                           |
| Mexican National Middleweight Championship     | Octagón                                                                  | 1933                    | Grudzień 2008 (jest nadal używany przez CMLL)                                                                                           |
| Mexican National Welterweight Championship     | El Torero                                                                | 17 czerwca 1934         | Grudzień 2008 (jest nadal używany przez CMLL)                                                                                           |
| Mexican National Cruiserweight Championship    | La Parka                                                                 | 1955                    | 2007 |
| Mexican National Mini-Estrella Championship    | Mascarita Sagrada 2000                                                   | 1992                    | 21 czerwca 2007 |
| Mexican National Women’s Championship          | Lady Apache                                                              | 13 listopada 1983       | 8 grudnia 2008 (jest nadal używany przez CMLL)                                                                                          |
| Mexican National Tag Team Championship         | Octagón i La Parka                                                       | 14 czerwca 1957         | 25 grudnia 2011 (jest nadal używany przez CMLL)                                                                                         |
| Mexican National Women’s Tag Team Championship | La Rosa i La Sirenita                                                    | 10 kwietnia 1990        | 1997 (jest nadal używany przez CMLL) |
| Mexican National Trios Championship            | Blue Panther, Fuerza Guerrera i El Signo                                 | 10 marca 1985           | 2001 (jest nadal używany przez CMLL) |
| Mexican National Atómicos Championship         | Chessman i Los Psycho Circus (Killer Clown, Psycho Clown i Zombie Clown) | 9 sierpnia 1996         | 24 stycznia 2009 |
| UWA World Heavyweight Championship             | Dr. Wagner Jr.                                                           | 15 sierpnia 1977        | 7 października 2011 |
| UWA World Light Heavyweight Championship       | Chessman                                                                 | 25 listopada 1975       | 16 września 2007 (jest nadal używany przez JTO)                                                                                         |